# Choro (gitanismo)

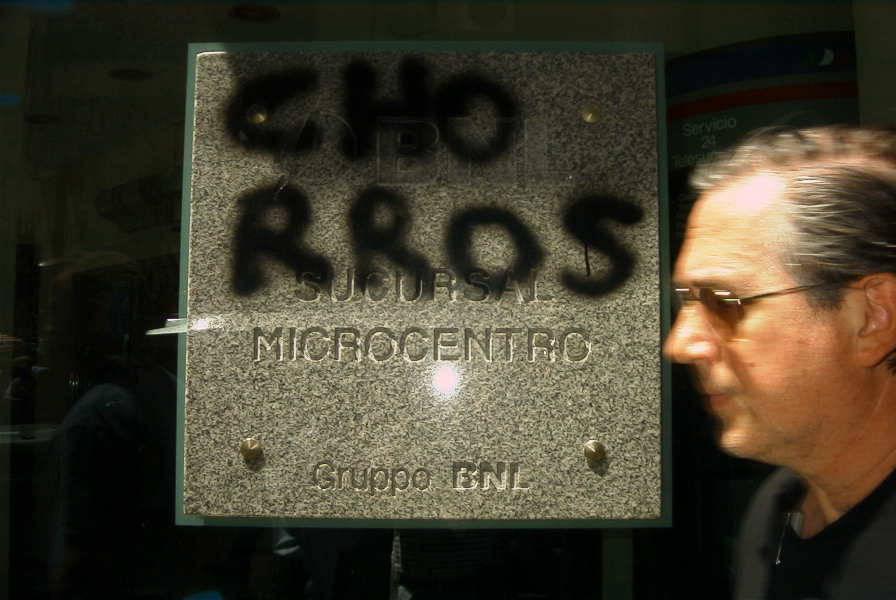
«Chorros» en una sucursal de la BNL en Buenos Aires. En partes de Argentina, por ejemplo: en parte de la provincia de Córdoba se dice choro, mientras que en otras partes del país, como en Gran Buenos Aires, se escribe chorro.

Choro, -a (del caló choro) es un vocablo para referirse a un «ladrón» en Argentina, Bolivia, Chile, Ecuador, Perú y Venezuela; y «cartelista» en Cuba. También se registra por el Diccionario de americanismos la grafía chorro, -a para Argentina, Paraguay y Uruguay. En España se usa término coloquial chorizo, -a que alude nuevamente a un «ratero».

## Etimología
La palabra 'choro' o 'chorro' proviene directamente del caló —idioma del pueblo gitano en España— choro (robo), y este del indio medio čora, que hace referencia al que hurta o roba. «En algunos países latinoamericanos, se duplica la r, haciéndola erre, un poco por la tendencia a rechinar esa consonante, y otro poco por contagio del español chorro “porción de líquido que sale por una parte estrecha”» explica el periodista, escritor y editor argentino Marcelo Héctor Oliveri. En el caso de España, 'chorizo' viene de chori (ladrón), influenciado en su forma por chorizo —embutido cárnico—. Además de los sustantivo, existen los verbo 'chorar' de chorar (robar), y este del indio medio čur, 'chorear' de choro y 'chorizar' o 'choricear' de chorizo.

## Otros usos
En el Río de la Plata al delincuente que hace uso de una motocicleta para cometer un robo se le conoce como motochorro, debido de a la combinación de la abreviacion 'moto' y el vocablo 'chorro'. El neologismo está comenzándose a usar en Chile y Paraguay.[cita requerida]